# Guillaume Laloux
Pour les articles homonymes, voir Laloux.
Guillaume Laloux (né le 7 avril 1975 à Étaing dans le Pas-de-Calais) est un coureur cycliste français, professionnel en 2001.

## Biographie
Chez les amateurs, Guillaume Laloux court successivement à l'ESEG Douai (1988-1993), au VC Roubaix (1994-1998), à l'AS Corbeil-Essonnes (1999) et au club Dunkerque-Dûnes de Flandre (2000-2001). Durant cette période, il remporte notamment le Circuit de la Chalosse et les Boucles de Picquigny.
Il passe professionnel au printemps 2001 dans l'équipe Saint-Quentin-Oktos. Avec cette formation, il termine troisième d'une étape au Tour du Japon. Non conservé en fin d'année, il retourne chez les amateurs en 2002, où il continue à courir pendant plusieurs saisons. 
Après sa carrière cycliste professionnelle, il devient exploitant industriel à l'usine Renault de Douai en 2004. Marié et père de deux enfants, il vit à Haucourt.

## Palmarès
- 1998
  - 3e du Souvenir Vietto-Gianello
  - 3e de Rouen-Gisors
- 1999
  - Boucles de Picquigny
  - Circuit de la Chalosse
- 2000
  - 2e du Grand Prix du Président
  - 2e du Grand Prix de la Côte des Isles
- 2001
  - 3e étape du Circuit de Saône-et-Loire
  - 2e de la Boucle de l'Artois